# Jean-Paul Le Chanois
Jean-Paul Le Chanois (25 de octubre de 1909 - 8 de julio de 1985) fue director teatral y cineasta de nacionalidad francesa. 

## Biografía
Su verdadero nombre era Jean-Paul Étienne Dreyfus, y nació en París, Francia. Además de por su carrera artística, Le Chanois fue conocido por sus actividades políticas en el seno del Partido Comunista Francés, por su sindicalismo en el medio cinematográfico y por su pertenencia a la Resistencia francesa durante la ocupación alemana en la Segunda Guerra Mundial. De origen judío, sin embargo trabajó para Continental-Films, productora cinematográfica francesa dirigida por los alemanes durante la ocupación.
En el medio cinematográfico, Jean-Paul Le Chanois fue conocido por su talento como guionista (La Main du diable), aunque también fue un notable director en la década de 1950.
A finales de los años setenta creó una sociedad, L'Image et la Mémoire, «destinada a recoger los testimonios filmados de todos los veteranos que han hecho el cine francés».
Jean-Paul Le Chanois falleció en 1985 en Passy (Alta Saboya), Francia.

## Premios y distinciones
Festival Internacional de Cine de Berlín
| Año  | Categoría                     | Película                  | Resultado |
| ---- | ----------------------------- | ------------------------- | --------- |
| 1951 | Oso de Oro a la Mejor Comedia | ...Sans laisser d'adresse | Ganador   |

- 1955 : Gran Premio del Cine Francés por Les Évadés.
- 1960 : Premio del Festival de Joven Teatro por su dirección en Fedra, de Jean Racine, con Silvia Monfort, Théâtre du Vieux-Colombier (París).
- 1960 : Gran Premio del Festival du Cycle Latin por su dirección en Fedra, de Jean Racine, con Silvia Monfort, Théâtre du Vieux-Colombier (París).
- 1978 : Caballero de la Orden de las Artes y las Letras
- 1984 : Comendador de la Orden de las Artes y las Letras
- 1984 : Medalla Beaumarchais

## Selección de su filmografía

### Director
- 1936 : La vie est à nous, codirección y coguion con Jean Renoir, Jacques Becker, André Zwobada, Pierre Unik, Henri Cartier-Bresson, Paul Vaillant-Couturier, Jacques-Bernard Brunius
- 1936 : Le Souvenir - Espagne 36 - Documental
- 1937 : Au secours du peuple catholique basque - L'ABC de la liberté - Documental
- 1938 : La Vie d'un homme - Documental
- 1938 : Le Temps des cerises
- 1939 : Un peuple attend (Au pays du vin) - Documental
- 1939 : Une idée à l'eau (L'Irrésitible Rebelle)
- 1946 : Messieurs Ludovic
- 1948 : Au cœur de l'orage - Documental
- 1948 : Impasse des Deux-Anges, de Maurice Tourneur (guion)
- 1949 : L'École buissonnière, con Bernard Blier, Édouard Delmont
- 1950 : La Belle que voilà, con Michèle Morgan, Henri Vidal
- 1951 : ...Sans laisser d'adresse, con Bernard Blier, Danièle Delorme
- 1952 : Agence matrimoniale, con Bernard Blier, Louis de Funès
- 1953 : Village magique, con Robert Lamoureux, Lucia Bosè
- 1954 : Papa, maman, la bonne et moi, con Robert Lamoureux, Gaby Morlay, Fernand Ledoux, Nicole Courcel
- 1955 : Les Évadés, con Pierre Fresnay, François Périer, Michel André
- 1955 : Papa, maman, ma femme et moi, con Robert Lamoureux, Gaby Morlay, Fernand Ledoux, Nicole Courcel
- 1957 : Le Cas du docteur Laurent, con Jean Gabin, Nicole Courcel, Silvia Monfort
- 1958 : Les Misérables, con Jean Gabin, Bourvil, Bernard Blier
- 1960 : La Française et l'Amour, sketch La Femme seule, con Robert Lamoureux, Martine Carol, Silvia Monfort
- 1961 : Par-dessus le mur, con Silvia Monfort, François Guérin
- 1962 : Mandrin, bandit gentilhomme, con Georges Rivière, Silvia Monfort, Georges Wilson
- 1964 : Monsieur, con Jean Gabin, Mireille Darc, Philippe Noiret, Liselotte Pulver
- 1966 : Le Jardinier d'Argenteuil, con Jean Gabin, Liselotte Pulver
- 1969-1970 : Madame, êtes-vous libre ?, serie televisiva (dirección), con Denise Fabre, Coluche
- 1971 : La Mère, telefilm (guion)
- 1972 : La Paroi, tellefilm con Michel Vitold, Pierre Brice (dirección)
- 1973 : Terres des Baux en péril, corto (dirección)
- 1976 : Le Berger des abeilles, telefilm (dirección)

### Ayudante de dirección
- 1935 : L'Équipage, de Anatole Litvak
- 1935 : Kœnigsmark, de Maurice Tourneur
- 1938 : La Marseillaise, de Jean Renoir
- 1940 : De Mayerling à Sarajevo, de Max Ophüls

### Actor
- 1932 : L'affaire est dans le sac, de Pierre Prévert
- 1940 : De Mayerling à Sarajevo, de Max Ophüls

## Teatro
Director de escena
- 1960 : Fedra, de Jean Racine, Teatro royal du Gymnase, Théâtre du Vieux-Colombier
- 1965 : Don Quichotte, de Yves Jamiaque, Teatro des Célestins